# Komunikacja u kotów

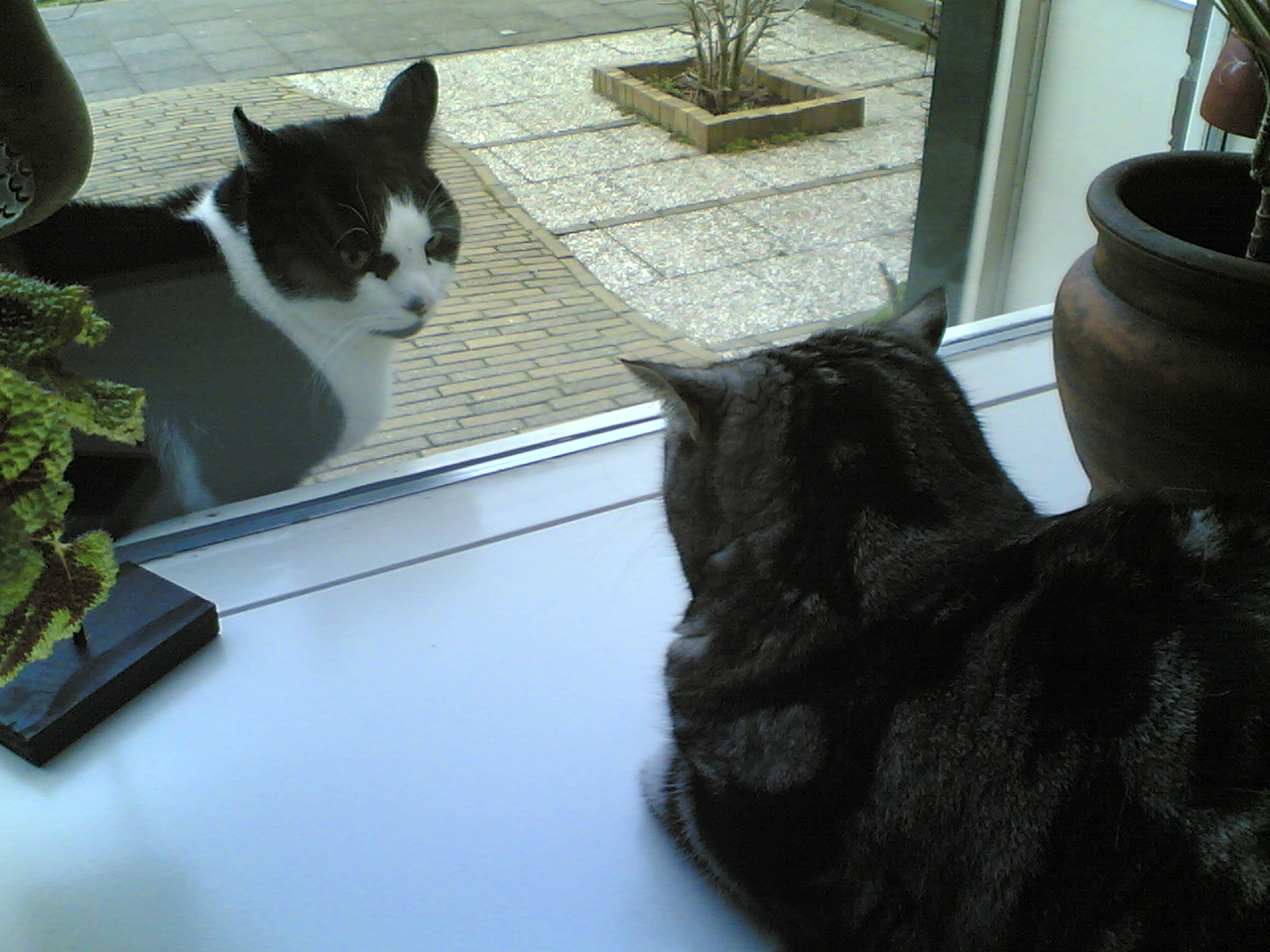
Podstawową formą komunikacji kotów jest mowa ciała, na przykład położenie uszu

Komunikacja u kotów – sposoby komunikacji wykorzystywane przez koty z różnych powodów, w tym, aby okazać szczęście, wyrazić złość, zwrócić na siebie uwagę i obserwować potencjalną ofiarę; koty współpracują, bawią się i dzielą się zasobami. Komunikują się z ludźmi w celu uzyskania tego, czego potrzebują lub chcą, na przykład jedzenia, wody, uwagi człowieka lub zabawy z nim.
Koty potrafią wykorzystywać szereg metod komunikacji, w tym komunikację głosową, wzrokową, dotykową i węchową. Koty miauczą, aby komunikować się z ludźmi, rzadko z innymi kotami lub zwierzętami. W związku z tym sposoby komunikacji kotów uległy znaczącej zmianie w wyniku ich udomowienia.
Zaobserwowano 21 różnych odgłosów kotów. Koty wykorzystują komunikację wizualną, aby wyrazić swoje emocje, takie jak relaks, strach i agresja. Koty wykorzystują także kilka rodzajów dotyku do komunikacji, takich jak lizanie lub gryzienie siebie nawzajem. Koty potrafią nawet komunikować się węchowo, na przykład zaznaczając swoje terytorium moczem.
Koty mogą utrzymywać ze sobą kontakty towarzyskie i często tworzą hierarchię społeczną, w których kot dominujący przewodzi kilkorgu kotów, które są niżej w hierarchii. Jest to powszechne w gospodarstwach domowych złożonych z wielu kotów. Koty czasami walczą między sobą o jedzenie i terytorium. Koty komunikują się również z ludźmi, zwykle w celu otrzymania jedzenia, okazania przez człowieka uczuć lub zaspokojenia innych pragnień i potrzeb. Badania wykazały, że koty domowe miauczą znacznie częściej niż koty wolno żyjące.

## Kanał głosowy
Odgłosy kotów zostały podzielone na kategorie według szeregu cech. Odgłosy kotów według propozycji Mildred Moelk dzieli się na trzy główne klasy:
1. dźwięki wydawane przy zamkniętym pysku (szmery – mruczenie, trilling)
2. dźwięki wydawane przy pierwszym otwarciu, a następnie stopniowym zamykaniu pyska (miauczenie, wycie, zawodzenie)
3. dźwięki wydawane przy pysku szeroko otwartym w tej samej pozycji (warczenie, syczenie).

W 1944 roku Moelk opublikowała pierwsze badanie fonetyczne dźwięków kotów. Bardzo uważnie słuchała własnych kotów i przyporządkowała ich dźwięki do 16 wzorców fonetycznych podzielonych na trzy główne kategorie. Używała także alfabetu fonetycznego do transkrypcji różnych dźwięków. Twierdziła, że koty mają sześć różnych form miauczenia, które reprezentują życzliwość, pewność siebie, niezadowolenie, złość, strach i ból. Moelk sklasyfikowała osiem innych dźwięków związanych z łączeniem się w pary i walką, słuchając zwierząt na swoim podwórku i na ulicy.
Brown i in. skategoryzowali odgłosy kotów w zależności od kontekstu behawioralnego: podczas oddzielania kociąt od matek, podczas pozbawienia pożywienia, podczas odczuwania bólu, przed lub w trakcie groźby lub ataku, podczas sporów o terytorium lub jedzenie, podczas bolesnego lub niezwykle stresującego doświadczenia, przy rutynowych zastrzykach profilaktycznych i podczas deprywacji kociąt. Rzadziej nagrywane odgłosy dojrzałych kotów obejmowały mruczenie, powitania lub szmery tego samego gatunku, przedłużone dialogi głosowe między kotami w oddzielnych klatkach, okrzyki „frustracji” podczas szkolenia lub wygaszanie warunkowych reakcji.
Miller podzielił odgłosy na pięć kategorii w zależności od wytwarzanego dźwięku: mruczenie, skrzeczenie, wołanie, miauczenie i warczenie/syczenie.
Owens i inni sklasyfikowali odgłosy kotów na podstawie struktury akustycznej. Istnieją trzy kategorie: dźwięki tonalne, dźwięki pulsacyjne i dźwięki szerokopasmowe. Dźwięki tonalne są dalej podzielone na grupy dźwięków o strukturze harmonijnej lub zwykłych dźwięków tonalnych. odgłosy impulsowe dzielą się na impulsy i impulsy hybrydowe z zakończeniami tonalnymi. Dźwięki szerokopasmowe dzielą się na cztery grupy: dźwięki szerokopasmowe nietonalne, dźwięki szerokopasmowe z tonalnymi początkami, dźwięki szerokopasmowe z krótkimi elementami tonalnymi i dźwięki szerokopasmowe z długimi zakończeniami tonalnymi.

### Mruczenie

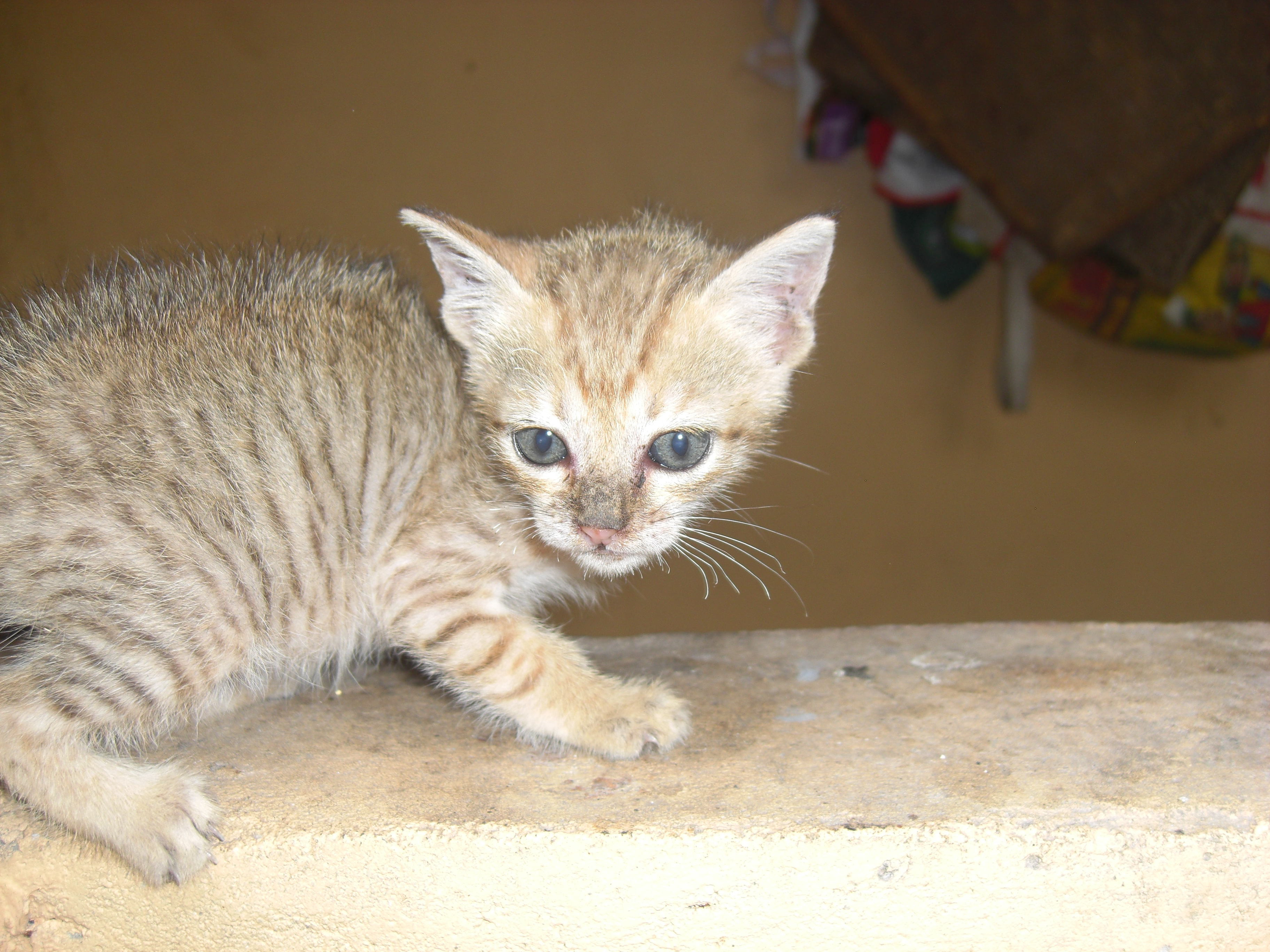
Kotek w ruchu

Mruczenie to ciągły, miękki, wibrujący dźwięk wydawany w gardle przez większość gatunków kotów. Kocięta domowe mogą mruczeć już w wieku dwóch dni. To tonalne dudnienie może charakteryzować różne osobowości kotów domowych. Uważa się, że mruczenie wskazuje na pozytywny stan emocjonalny, ale koty czasami mruczą, gdy są chore, zestresowane lub przeżywają traumatyczne lub bolesne chwile, takie jak poród. Bardziej rozbudowana definicja mruczenia: „mruczenie oznacza przyjazny nastrój i może być podawane jako sygnał dla weterynarza, na przykład od rannego kota, wskazującego na potrzebę przyjaźni lub jako sygnał dla właściciela, podziękowanie za jego przyjaźń”. Naukowcy z Uniwersytetu Wiedeńskiego zbadali, w jaki sposób koty mruczą; odkryli, że krtań wydaje mruczący dźwięk, gdy przepuszcza się przez nią powietrze, co oznacza, że skurcz mięśni nie jest wymagany. Zamiast tego wydawanie dźwięków umożliwia tkanka łączna osadzona w fałdach głosowych, która obniża częstotliwość wytwarzanych przez nie dźwięków. Powód mruczenia kotów również jest nadal niejasny. W niektórych przypadkach mruczenie jest oznaką zadowolenia i zachęty do dalszej interakcji. Sugerowano również, że mruczenie może działać jako mechanizm kojący i sprzyjać gojeniu ran.
Kiedy zwierzę mruczy, jego struny głosowe wibrują z niską częstotliwością, co wytwarza charakterystyczny dudniący dźwięk. Jedna z hipotez, potwierdzona badaniami elektromiograficznymi, głosi, że koty wytwarzają mruczący dźwięk, wykorzystując fałdy głosowe i/lub mięśnie krtani do naprzemiennego szybkiego rozszerzania i zwężania głośni, powodując wibracje powietrza podczas wdechu i wydechu. W połączeniu ze równomiernym wdechem i wydechem podczas oddychania, powstaje mruczący dźwięk o silnych harmonicznych. Mruczeniu czasami towarzyszą inne dźwięki, chociaż jest to kwestia indywidualna. Niektóre mogą tylko mruczeć, podczas gdy inne emitują wybuchy o niskim natężeniu.
Niegdyś uważano, że tylko koty z rodzaju Felis potrafią mruczeć. Wiadomo jednak, że Panthera (tygrysy, lwy, jaguary i lamparty) również wydają dźwięki podobne do mruczenia, ale tylko podczas wydechu. Koty mogą mruczeć z różnych powodów, na przykład gdy są głodne, szczęśliwe lub niespokojne.

### Miauczenie

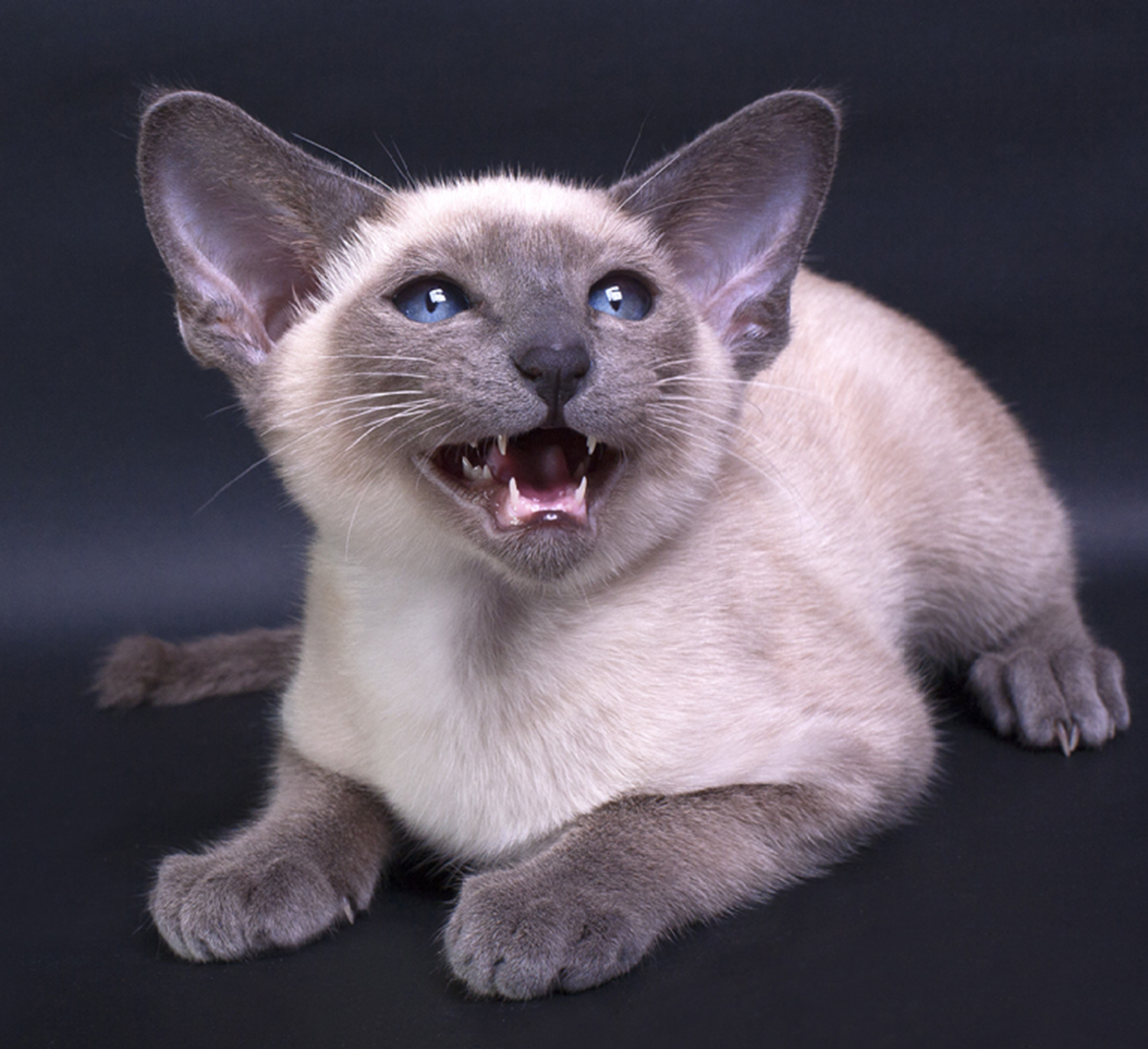
Kot miauczący, żeby zwrócić na siebie uwagę

Najbardziej znany dźwięk dorosłych kotów to „miau” lub „miaou” (wymawiane /miˈaʊ/). Miauczenie może być stanowcze, żałosne, przyjazne, odważne, serdeczne, zwracające na siebie uwagę, wyrażające żądanie lub narzekające. Może nawet być ciche, gdy kot otwiera pysk, ale nie wydaje żadnego dźwięku.
Miauczenie na wysokich tonach jest często wydawane przez kocięta domowe. Służy im do zwrócenia na siebie uwagi matki, ale używają go także dorosłe koty. W wieku około trzech do czterech tygodni kocięta nie miauczą, gdy obecny jest co najmniej jeden brat z miotu, a w wieku od czterech do pięciu miesięcy kocięta w ogóle przestają miauczeć. Dorosłe koty rzadko miauczą między sobą, dlatego miauczenie dorosłych kotów do ludzi jest prawdopodobnie kontynuacją miauczenia kociąt po udomowieniu.
Chociaż filmy, które pozornie pokazują koty mówiące ludzkim językiem, są często udostępniane w Internecie, różnice w drogach głosowych kotów uniemożliwiają im dokładne naśladowanie ludzkiego języka. Behawioryści uważają, że koty modyfikują odgłos „miau”, aby naśladować pewne ludzkie słowa. Na przykład kot, który często słyszy, jak jego właściciel mówi „no”, może nauczyć się wymowy słowa „mou” niskim tonem.

### Chirring
Chirring (z ang. ćwierkanie) to dźwięk powszechnie używany przez koty w celu przywołania swoich kociąt. W związku z tym kocięta rozpoznają chirring własnej matki, ale nie reagują na chirring innych matek. Używają go także zaprzyjaźnione koty, gdy zorientują się, że zbliża się do nich inny kot lub człowiek. Dlatego ludzie mogą naśladować ten dźwięk, aby uspokoić i przywitać się z kotami.

### Skrzeczenie
Koty czasami wydają dźwięki podekscytowania, obserwując lub tropiąc ofiarę. Dźwięki te obejmują ciche kliknięcia, głośny, ale ciągły chirring zmieszany z okazjonalnymi miauknięciami.

### Wołanie
Wołanie to głośny, rytmiczny dźwięk wydawany przy zamkniętym pysku. Jest ono kojarzone przede wszystkim z kotkami, które nagabują samców, a czasami występuje u samców podczas walki między sobą. Wołanie jest wydawane przez koty także w czasie rui.

### Warczenie, syczenie i plucie
Warczenie i syczenie to dźwięki kojarzone z agresją ofensywną lub defensywną. Zwykle towarzyszy im pokaz postawy, którego celem jest wywarcie wizualnego wpływu na zagrożenie. Ten rodzaj komunikacji może być skierowany zarówno do kotów, jak i innych gatunków: dobrze znanym zachowaniem jest nadęte syczenie i plucie kota w stronę zbliżającego się psa. Koty syczą, gdy są zaskoczone, przestraszone, wściekłe lub odczuwają ból; także do odstraszania intruzów na ich terytorium. Jeśli ostrzeżenie w formie syku i warczenia nie usunie zagrożenia, może nastąpić atak. Kocięta w wieku dwóch do trzech tygodni mogą syczeć i pluć, gdy zostaną po raz pierwszy wzięte do ręki przez człowieka. Plucie to krótsza, ale głośniejsza i bardziej dobitna wersja syczenia.

### Wycie, zawodzenie
Dźwięki te są powszechnie używane w sytuacjach zagrażających. Wycie jest bardziej tonalne, natomiast jęki są długie i wolno modulowane. Z kolei wściekłe zawodzenie łączy się z warczeniem, natomiast wrzaski przypominają wycie, tyle że są dłuższe.

### Ultradźwięki
W odgłosach kociąt zaobserwowano składowe z zakresu ultradźwięków.

## Kanał wizualny
Koty wykorzystują postawę i ruch do przekazywania szerokiego zakresu informacji. Istnieją różne reakcje, na przykład wyginanie grzbietu przez koty, najeżenie sierści i przyjmowanie pozycji na boku, aby zakomunikować strach lub agresję. Inną komunikacją wizualną może być pojedyncza zmiana zachowania (dostrzegana przez ludzi), taka jak powolne mruganie, aby zakomunikować uczucie odprężenia. W związku z tym koty domowe często komunikują się za pomocą oczu, uszu, pysków, ogonów, sierści i postawy ciała. Zmiana rysów twarzy kota może być silnym wskaźnikiem jego komunikacji.

### Postawa
Postawa kota wyraża emocje. Dlatego najlepiej obserwować ich naturalne zachowanie, gdy są same, z ludźmi lub innymi zwierzętami. W zależności od sytuacji ich postawa może być przyjazna lub agresywna. Niektóre z najbardziej podstawowych i znanych postaw kotów obejmują:
- relaks – kot leży na boku lub siedzi. Oddech jest powolny lub normalny, łapy są ugięte, tylne łapy złożone lub wyciągnięte. Ogon jest luźno rozwinięty, przedłużony lub uniesiony. Zwisa również luźno, gdy kot stoi. Kiedy są spokojne, zwykle stoją zrelaksowane, z nieruchomym ogonem.
- rozciąganie – kolejna pozycja, która wskazuje, że kot jest zrelaksowany. Kiedy koty leżą na plecach z odsłoniętym brzuchem, są w sytuacji bezbronności. Dlatego ta pozycja może wyrażać poczucie zaufania lub komfortu[32]. Mogą również przewracać się na grzbiet, aby bronić się pazurami lub wygrzewać się w miejscach nasłonecznionych.
- ziewanie – samo lub w połączeniu z przeciągnięciem: kolejna postawa zrelaksowanego kota. Otwarte usta i brak odsłoniętych zębów oznaczają zabawę[33].
- alarm – kot leży na brzuchu lub może siedzieć; Jego grzbiet jest prawie poziomy, gdy stoi i porusza się; Oddycha normalnie, nogi są zgięte lub wyprostowane (w pozycji stojącej); Ogon jest zakrzywiony do tyłu lub skierowany ku górze i może drgać, gdy jest ustawiony w dół.
- napięcie – kot leży na brzuchu, tył jego ciała znajduje się niżej niż górna część ciała podczas stania lub cofania się; W pozycji stojącej tylne kończyny są zgięte, przednie wyciągnięte, a ogon przylega do tułowia, napięty lub zakręcony w dół; może wystąpić drżenie, gdy kot stoi.
- niepokój – kot leży na brzuchu, podczas gdy tył ciała jest bardziej widoczny niżej niż przednia część, gdy kot stoi lub się porusza. Jego oddech może być szybki, a nogi są schowane pod tułowiem. Ogon jest blisko ciała i może być zakręcony do przodu (lub blisko ciała, gdy stoi), a jego koniec porusza się w górę i w dół (lub na boki). Ogon jest również przesunięty na bok, gdy kotka jest gotowa do pokrycia przez kota[34].
- strach – kot leży na brzuchu lub kuca bezpośrednio na łapach. Podczas wstawania całe jego ciało może się trząść i znajdować się bardzo blisko ziemi; Oddech jest szybki, nogi są ugięte blisko powierzchni, a ogon podkręcony i bardzo blisko ciała, gdy kot stoi na czworaka. W związku z tym strachliwy i defensywny kot zmniejsza się, obniża się w kierunku ziemi, wygina grzbiet i odchyla ciało od zagrożenia, a nie do przodu. Walka zwykle ma miejsce tylko wtedy, gdy ucieczka jest niemożliwa[6].
- pewność – kot może chodzić z ogonem skierowanym ku niebu. Koty często chodzą po domach z ogonami uniesionymi wysoko nad nimi, co sprawia, że wyglądają okazale i elegancko.
- przerażenie – kot kuca bezpośrednio na łapach, w niektórych częściach ciała widać drżenie. Ogon jest blisko tułowia i może być podparty razem z sierścią na grzbiecie. Nogi są bardzo sztywne lub wygięte w celu zwiększenia ich rozmiaru. Zazwyczaj koty unikają kontaktu, gdy czują się zagrożone, chociaż mogą uciekać się do różnego stopnia agresji, gdy czują się osaczone lub gdy ucieczka jest niemożliwa[35].
- agresja – tylne nogi sztywnieją, zad uniesiony, ale grzbiet pozostaje płaski; podczas gdy włosy na ogonie są wyprostowane. Nos jest wysunięty do przodu, a uszy lekko odciągnięte do tyłu. A ponieważ koty mają zarówno pazury, jak i zęby, mogą łatwo spowodować obrażenia, jeśli wdadzą się w bójkę, więc ta postawa jest próbą wzbudzenia szacunku u konkurenta bez rozpoczynania z nim walki. Agresor może próbować zmusić przeciwników do odwrotu i będzie ich ścigał, jeśli nie uciekną.

### Uszy
Koty potrafią bardzo szybko i w sposób ciągły zmieniać położenie uszu: od wyprostowanych, gdy kot jest czujny i skupiony, lekko zrelaksowanych, gdy kot jest spokojny, do płasko przylegających do głowy, gdy są wyjątkowo defensywne lub agresywne. U kotów spłaszczone uszy zazwyczaj oznaczają, że kot czuje się zagrożony i może zaatakować.
Uważa się, że spłaszczenie uszu jest postawą obrony lub ataku.

### Oczy
Bezpośrednie spojrzenie kota zwykle oznacza wyzwanie lub zagrożenie i jest bardziej prawdopodobne w przypadku kotów na wyższych szczeblach hierarchii; koty znajdujące się niżej w hierarchii zwykle wycofują się w odpowiedzi na takie zachowanie. Bezpośrednie spojrzenie jest często używane podczas polowania lub ze względów terytorialnych.
Koty opuszczają powieki lub powoli mrugają, aby okazać właścicielom zaufanie i uczucie. Według Gary’ego Weitzmana, licencjonowanego weterynarza i autora książek o zwierzętach, ten typ kociej mowy ciała przypomina „koci pocałunek”. W swojej książce How to Speak Cat: A Guide to Decoding Cat Language wyjaśnia dalej, że powolne mruganie może być fizjologiczną reakcją na obniżony poziom hormonów stresu wynikający z przebywania w stanie spokoju.
„Powolne mrugnięcie jest gestem akceptacji” – mówi Weitzman. „Robią to, kiedy czują się z tobą całkowicie komfortowo, i robią to również z innymi kotami”. Nie jest jasne, dlaczego koty to robią, gdy czują się spokojne i komfortowe, ale Weitzman pisze: „jest to prawdopodobnie reakcja autonomiczna: związana z niskim poziomem kortyzolu [hormonu stresu] u kota”.
Weitzman zachęca właścicieli kotów do naśladowania tego zachowania w celu okazania uczuć; powinno to jednak wzmocnić niezagrażającą pozycję. Takie zachowanie nie dotyczy wyłącznie kotów domowych, ale także tych żyjących na wolności. A ponieważ na wolności są terytorialne, powolne mruganie w towarzystwie innych kotów pozwala im okazywać przyjazne lub niegroźne zachowanie

### Ogon
Koty często używają ogonów do komunikacji. Na przykład ogon trzymany przez kota pionowo zazwyczaj wskazuje na pozytywne emocje, takie jak szczęście lub pewność siebie; pionowy ogon jest często używany jako przyjazny gest w stronę ludzi lub innych kotów (zwykle bliskich krewnych). Na wpół uniesiony ogon może wskazywać na mniejszą przyjemność, a smutkowi odpowiada ogon trzymany nisko. Ogon kota może kołysać się z boku na bok, a jeśli ten ruch jest powolny i „leniwy”, zazwyczaj oznacza to, że kot jest odprężony. Koty będą drgać czubkiem ogona podczas polowania, w stanie czujności lub w trakcie zabawy. Nagłe drganie całego ogona wskazuje na stan niezdecydowania. Podkradający się kot domowy zazwyczaj trzyma ogon nisko nad ziemią, gdy jest w kucki, i szybko porusza nim z boku na bok. To zachowanie ogona obserwuje się również, gdy kot staje się „zirytowany” i ma zamiar rzucić się i zaatakować; zazwyczaj poprzez gryzienie lub drapanie z wyciągniętymi pazurami. Ponadto kot może drgać ogonem podczas zabawy.
Czasami podczas zabawy kot lub częściej kociak podnosi wysoko nasadę ogona i usztywnia wszystko oprócz końcówki, nadając mu kształt przypominający odwróconą literę „U”. Oznacza to wielkie podekscytowanie, sięgające wręcz nadpobudliwości. Można to również zaobserwować, gdy młodsze koty gonią się nawzajem lub gdy biegają samotnie. Ponadto, witając się ze swoimi właścicielami, koty często trzymają ogony prosto w górze, wykonując drżący ruch, co wskazuje na skrajne szczęście. Przestraszony lub zaskoczony kot może najeżyć włosy na ogonie i grzbiecie. Może stać bardziej wyprostowany i obrócić ciało na bok, aby pozornie zwiększyć swój rozmiar. Z drugiej strony koty bezogonowe, takie jak manx, które posiadają tylko mały kikut, poruszają nim tak, jakby miały pełny ogon.

### Dyszenie

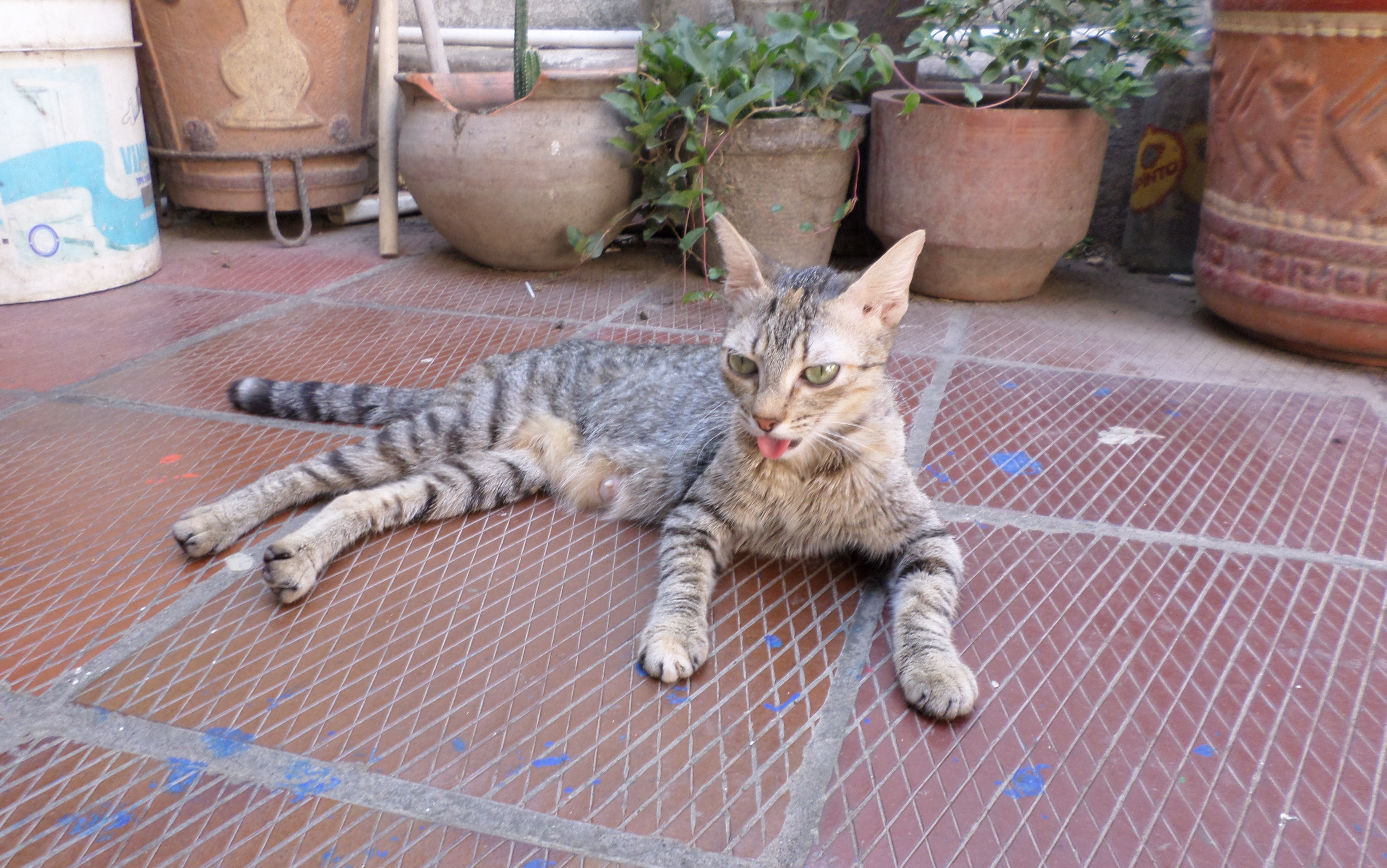
Dyszący kot

W przeciwieństwie do psów, u kotów dyszenie jest rzadkim zjawiskiem, z wyjątkiem ciepłych dni lub czasu po porodzie. Niektóre koty mogą dyszeć w odpowiedzi na niepokój, strach lub podekscytowanie. Może być również spowodowane zabawą, ćwiczeniami lub stresem wywołanym bodźcami, takimi jak jazda samochodem. Jeśli jednak dyszenie jest nadmierne lub kot wydaje się być niespokojny, może to być objaw poważniejszego stanu, takiego jak niedrożność nosa, choroba robaczycy serca, uraz głowy lub zatrucie lekami. W wielu przypadkach dyszenie u kotów, szczególnie jeśli towarzyszą mu inne objawy, takie jak kaszel lub płytki oddech (duszność), uważane jest za nieprawidłowe i traktowane jako nagły przypadek medyczny. Co więcej, dyszenie u kocich mam po porodzie jest normalne i nie ma związku z temperaturą, kotki mogą dyszeć przez kilka dni do kilku tygodni po porodzie.

## Kanał dotykowy

### Lizanie i drapanie
Koty często liżą inne koty w ramach alogroomingu lub w celu zacieśnienia więzi (zwykle lizanie ma miejsce między znajomymi kotami). Czasami koty liżą też ludzi, co może wskazywać na chęć okazania im uczuć.
Lizanie u kotów domowych i dzikich jest powszechnym zachowaniem; badania na kotach domowych pokazują, że spędzają one około 8% czasu odpoczynku na lizaniu siebie. Lizanie jest niezwykle ważna nie tylko w celu oczyszczenia sierści, ale także zwalczania ektopasożytów. Pchły są najczęstszym pasożytem zewnętrznym u kotów, a niektóre badania przedstawiają pośrednie dowody na to, że czesanie kotów skutecznie usuwa pchły z głowy i szyi. Koty mogą również pielęgnować ciało poprzez drapanie swędzących obszarów ciała.

### Ugniatanie
Koty czasami wielokrotnie ugniatają przednimi łapami ludzi lub miękkie przedmioty. Jest to instynktowne u kociąt i dorosłych osobników i prawdopodobnie wywodzi się z działania podejmowanego w celu stymulacji laktacji u matki. Kocięta „ugniatają” pierś podczas ssania, używając pojedynczych kończyn przednich naprzemiennie do naciskania na gruczoły sutkowe w celu stymulacji laktacji. Ugniatanie mogły również zapoczątkować starożytne koty żyjące na wolności, które musiały deptać trawę lub liście, aby stworzyć tymczasowe legowisko, w którym mogły odpocząć.
Koty przenoszą te dziecięce zachowania poza okres karmienia piersią i wnoszą je w dorosłość. Niektóre koty „pielęgnują”, czyli ssą ubranie lub pościel podczas ugniatania. Kot wywiera mocny nacisk łapą w dół, rozkładając palce u stóp, odsłaniając pazury, a następnie unosząc łapę, podwija palce. Proces odbywa się z naprzemiennymi łapami w odstępach od jednej do dwóch sekund. Mogą ugniatać, siedząc na kolanach właściciela, co może być bolesne, jeśli kot ma ostre pazury.
Ponieważ większość preferowanych „cech domowych” to cechy neoteniczne lub młodzieńcze, które utrzymują się u dorosłych kotów, ugniatanie może być reliktowym zachowaniem młodzieńczym, zachowanym u dorosłych kotów domowych. Może także pobudzić kota i sprawić, że poczuje się dobrze, podobnie jak rozciąganie u człowieka. Ugniatanie jest często wstępem do snu, a wiele kotów mruczy podczas ugniatania, co zwykle oznacza zadowolenie i uczucie. Mruczą również głównie po porodzie, podczas karmienia lub podczas próby karmienia mlekiem przez matkę. Powiązanie między tymi dwoma zachowaniami może potwierdzić dowody przemawiające za pochodzeniem ugniatania jako pozostałości instynktu.
Koty mają gruczoły zapachowe na spodniej stronie łap i kiedy ugniatają lub drapią przedmioty lub ludzi, prawdopodobnie wydzielane przez nie feromony przenoszą się na osobę lub przedmiot, który jest ugniatany lub drapany.

### Ocieranie się
Niektóre koty ocierają pysk o ludzi, najwyraźniej w ramach przyjaznego powitania lub okazania uczuć. Ten rodzaj dotyku łączy się z komunikacją węchową, gdy kontakt pozostawia zapach z gruczołów znajdujących się wokół ust i policzków. Koty czasami „uderzają” ludzi lub inne koty przednią częścią głowy. Ta komunikacja może mieć element węchowy, ponieważ w tym obszarze ciała znajdują się gruczoły zapachowe, i prawdopodobnie ma na celu zwrócenie uwagi, gdy inny kot lub człowiek odwraca głowę w dół lub na bok.
Uderzanie głową i pocieranie policzków może być przejawem dominacji, ponieważ często jest to okazywane przez dominującego kota wobec dominowanego.
Stykanie się nosami, czasami nazywane „wąchaniem nosa”, jest dla kotów przyjaznym powitaniem przez dotyk.

### Podgryzanie
Delikatne podgryzanie (często połączone z mruczeniem i ugniataniem) może wyrażać uczucie lub zabawę, skierowane do człowieka lub innego kota. Mocniejsze ukąszenia, którym często towarzyszy syczenie lub warczenie, zwykle oznaczają agresję. Kiedy koty łączą się w pary, kocur gryzie kark samicy, gdy ta przyjmuje pozycję lordozy, która oznacza, że jest otwarta na krycie.

## Kanał węchowy

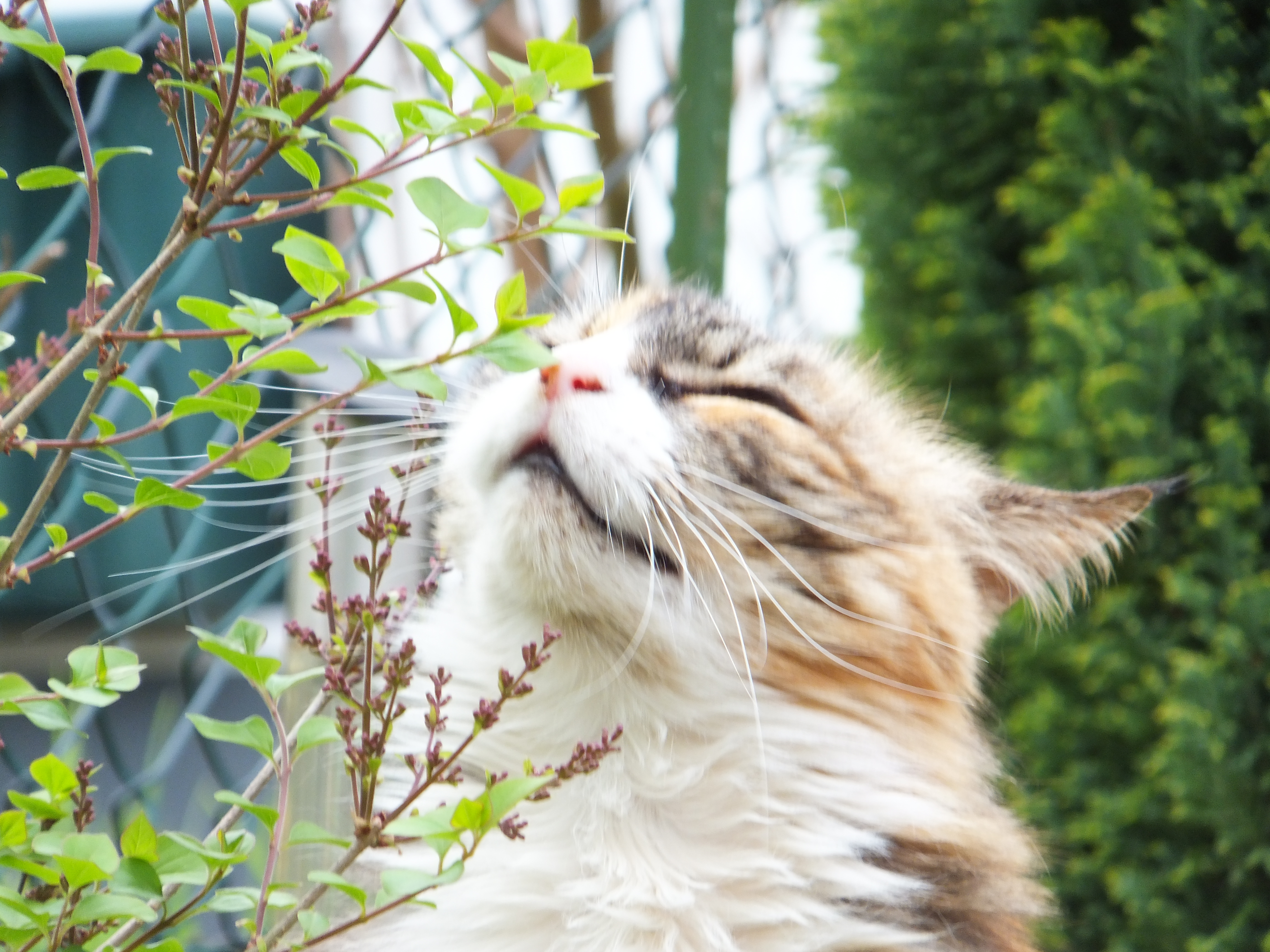
Ocieranie się o roślinę w celu pozostawienia swojego zapachu

Koty komunikują się węchowo poprzez zapach moczu, kału i substancji chemicznych lub feromonów z gruczołów znajdujących się wokół pyska, brody, czoła, policzków, dolnej części pleców, ogona i łap. Ich ocieranie i uderzanie głową to metody pozostawiania tych zapachów na podłożach, w tym na ludziach. Kot pociera policzkami o widoczne przedmioty na preferowanym terytorium, pozostawiając feromon wytwarzany w gruczołach policzkowych.
Koty mają w swoim ciele dziewięć różnych gruczołów zapachowych. Są to małżowina uszna (zewnętrzne płatki uszne), skroniowa (na skroniach), policzkowa (po bokach twarzy), okołoustna (w kącikach ust), podżuchwowa (pod szczęką), międzypalcowa (między palcami), odbytowa (po bokach odbytu), ogonowa (na całej długości ogona) i nadogonowa (u nasady ogona).
Opryskiwanie moczem jest także zachowaniem związanym ze znaczeniem terytorium. Koty oddają mocz, kucając na poziomej powierzchni. Kot stąpa tylnymi łapami i porusza ogonem, zostawiając ślad zapachu na pionowej powierzchni. W przeciwieństwie do penisa psa, penis kota jest skierowany do tyłu. Chociaż koty mogą znaczyć teren zarówno moczem wytryskiwanym, jak i niewytryskiwanym, mocz wytryskiwany jest zwykle bardziej gęsty i oleisty niż mocz normalnie oddany i może zawierać dodatkową wydzielinę z worków odbytu, która pomaga kotu w nawiązaniu silniejszej komunikacji. Podczas gdy koty zaznaczają swoje terytorium zarówno poprzez pocieranie gruczołów zapachowych, jak i mocz i osady, opryskiwanie wydaje się być „najgłośniejszym” kocim sposobem komunikacji węchowej. Najczęściej obserwuje się go u niewykastrowanych samców kotów rywalizujących z innymi samcami. Samce wykastrowane w wieku dorosłym mogą nadal pryskać po zabiegu. Samice kotów również niekiedy spryskują terytorium moczem.
Kot oddający mocz poza kuwetą może wskazywać na niezadowolenie z kuwety ze względu na różne czynniki, takie jak tekstura podłoża, czystość i prywatność. Może to być również oznaką problemów z drogami moczowymi. Samce kotów na złej diecie są podatne na tworzenie się kryształów w moczu, które mogą blokować cewkę moczową i prowadzić do problemów zdrowotnych.
Mocz dojrzałych samców kotów zawiera aminokwas znany jako felinina, który jest prekursorem 3-merkapto-3-metylobutan-1-olu (MMB), związku zawierającego siarkę, który nadaje moczowi kota charakterystyczny silny zapach. Felinina jest wytwarzana w moczu z 3-metylobutanolo-cysteinyloglicyny (3-MBCG), która jest wydalaną peptydazą- kauksyną. Następnie powoli ulega degradacji poprzez liazę bakteryjną do bardziej lotnego związku chemicznego MMB. Felinina jest potencjalnym feromonem kota.
| Chemical structure of felinine | →   |
| Felinina                       | MMB |

## Socjalizacja
Koty, domowe lub dzikie, uczestniczą w zachowaniach społecznych, chociaż uważa się, że większość gatunków kotów (oprócz lwów) to zwierzęta samotne i aspołeczne.
Koty uczą się poprzez obserwację. Ten rodzaj uczenia się pojawia się na początku życia kota i został wykazany w wielu badaniach laboratoryjnych. Młode kocięta uczą się polować od swoich matek, obserwując ich techniki łapania zdobyczy. Matka upewnia się, że kocięta uczą się technik łowieckich, przynosząc najpierw do kuwety martwą ofiarę, a następnie żywą. Na żywej ofierze demonstruje techniki potrzebne do pomyślnego schwytania ofiary. Zachowanie kociąt w zakresie łapania zdobyczy poprawia się z biegiem czasu, gdy przy procesie łowów obecne są ich matki.
Uczenie się przez obserwację u kotów można opisać w kategoriach chęci dokończenia zachowania, wskazówki inicjującej zachowanie, reakcji na wskazówkę i nagrody za ukończenie zachowania. Można to zaobserwować, gdy koty uczą się od matek zachowań drapieżnych. Popędem jest głód, sygnałem jest ofiara, reakcją jest złapanie ofiary, a nagrodą jest złagodzenie uczucia głodu.
Kocięta uczą się również poprzez obserwację, gdy mają kontakt z ludźmi. Jest bardziej prawdopodobne, że inicjują socjalizację z ludźmi, gdy ich matki wykazują wobec człowieka zachowania nieagresywne i niedefensywne. Chociaż matki spędzają więcej czasu ze swoimi kociętami, samce odgrywają ważną rolę, przerywając kłótnie między rodzeństwem.
Uczenie się przez obserwację nie ogranicza się do kociąt – można je zaobserwować także w wieku dorosłym. Badania wykazały, że dorosłe koty, które widzą, jak inni wykonują zadanie, na przykład naciśnięcie dźwigni po otrzymaniu wizualnej wskazówki, uczą się wykonywać to samo zadanie szybciej niż koty, które nie były świadkami wykonywania tego zadania przez innego kota.
Zwykle, gdy nieznane sobie koty spotykają się ze sobą, jeden z nich wykonuje nagły ruch, który wprowadza drugiego kota w tryb obronny. Następnie kot przyciągnie się do siebie i przygotuje do ataku, jeśli zajdzie taka potrzeba. Uległy kot zwykle ucieka, zanim dojdzie do fizycznej sprzeczki. Nie zawsze tak jest i może nastąpić tak zwany „pojedynek kocurów”. Dominacja jest również postrzegana jako podstawowy czynnik opisujący wzajemne interakcje przedstawicieli tego samego gatunku.

### Dominacja
Dominację można zaobserwować wśród kotów w gospodarstwach złożonych z wielu osobników. Koty „dominowane” podporządkowują się kotu „dominującemu”. Dominacja obejmuje takie zachowania, jak uległość, chodzenie wokół kota dominującego, czekanie, aż kot dominujący przejdzie obok nich, unikanie kontaktu wzrokowego, kucanie, kładzenie się na boku (postawa obronna) i wycofywanie się, gdy kot dominujący się zbliża. Koty dominujące również charakteryzują się specyficzną postawą ciała. Kot ma uszy skierowane ku górze, nasada ogona jest wygięta i patrzy bezpośrednio na podległe mu koty. Dominujące koty zwykle nie są agresywne, ale jeśli dominowany kot blokuje źródło pożywienia, mogą ulec agresji. W takim przypadku dominujący kot może nawet uniemożliwić kotom dominowanym jedzenie i korzystanie z kuwety. Może to spowodować, że podporządkowany kot wypróżni się gdzie indziej i spowoduje problemy w interakcjach z ludźmi.

### Konflikty

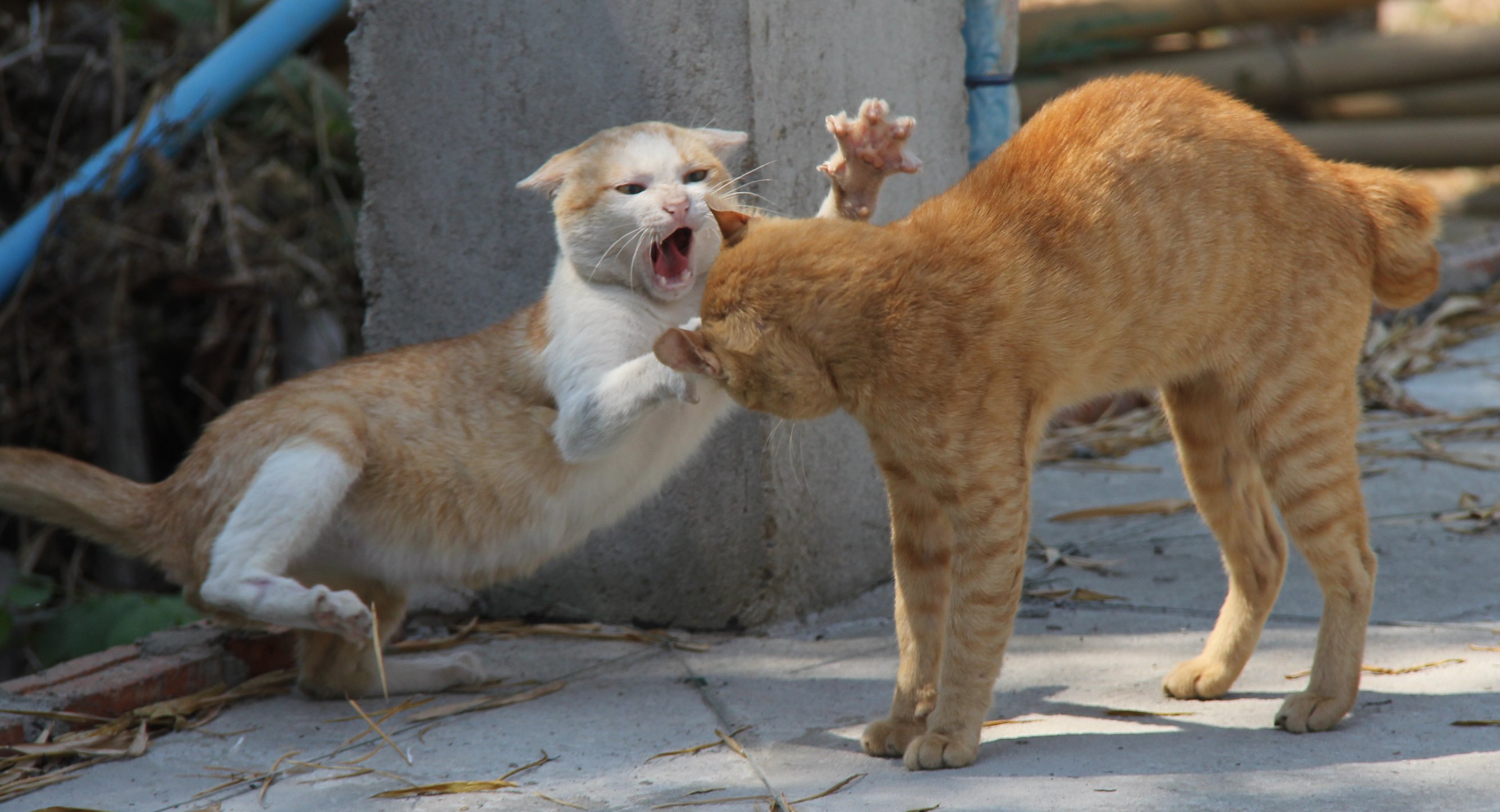
Walczące koty

Konflikty społeczne między kotami zależą wyłącznie od zachowania kotów. Niektóre badania wykazały, że koty rzadko wszczynają bójki, ale kiedy już to robią, zwykle ma to na celu ochronę jedzenia i/lub ściółki oraz obronę swojego terytorium.
Pierwszą oznaką zbliżającego się pojedynku kocurów jest sytuacja, gdy oba koty podciągają się wysoko na nogach, wszystkie włosy na środku grzbietu są podniesione do góry, a gdy zbliżają się do siebie, miauczą i głośno wyją. W miarę zbliżania się do siebie kroki kotów stają się wolniejsze i krótsze. Gdy podejdą wystarczająco blisko, aby zaatakować, zatrzymują się na chwilę, a następnie jeden kot podskakuje i próbuje ugryźć kark drugiego kota. Drugi kot nie ma innego wyjścia, jak tylko wziąć odwet i oba koty agresywnie tarzają się po ziemi. Podczas takich konfrontacji oba koty wydają głośne, intensywne krzyki. Po pewnym czasie koty rozdzielają się i stają twarzą w twarz, aby rozpocząć atak od nowa. Może to trwać przez jakiś czas, aż któryś z nich pozostanie w pozycji siedzącej, okazując porażkę. Pokonany kot nie rusza się, dopóki zwycięzca nie zakończy obwąchiwania obszaru i nie wyjdzie poza obszar walki. Kiedy to nastąpi, pokonany kot opuści obszar, kończąc walkę.
Do bójek może dojść także pomiędzy dwiema kocicami lub pomiędzy kocurem a kocicą. Może zaistnieć potrzeba ponownego rozdzielenia kotów, aby uniknąć walk w zamkniętym gospodarstwie domowym.

### Ludzie
Koty w wieku od trzech do dziewięciu tygodni są podatne na socjalizację. Po tym okresie socjalizacja może być mniej skuteczna. Badania wykazały, że im wcześniej kociak będzie miał styczność z ludźmi, tym mniej będzie się ich bał. Inne czynniki, które mogą poprawić socjalizację, to częste trzymanie kociaka przez wiele osób, obecność matki i karmienie. Obecność matki jest ważna, ponieważ koty uczą się poprzez obserwację. Na przykład matka, która czuje się komfortowo w towarzystwie ludzi, może zmniejszyć niepokój u kociaka i promować relację kot-człowiek.
Zdziczałe kocięta w wieku od dwóch do siedmiu tygodni można socjalizować zwykle w ciągu miesiąca od złapania. Niektórych gatunków kotów nie można socjalizować ze względu na czynniki takie jak wpływ genów, a w niektórych przypadkach szczególne doświadczenia edukacyjne. Najlepszym sposobem na nawiązanie kontaktu z kociakiem jest trzymanie go przez wiele godzin w tygodniu. Proces ten jest łatwiejszy, jeśli obecny jest inny uspołeczniony kot, ale niekoniecznie w tym samym pomieszczeniu, co socjalizowany kot. Jeśli przewodnikowi uda się nakłonić kota do oddania moczu do kuwety, pozostałe zwykle podążają za nim. Zdecydowanie zaleca się początkowy kontakt w grubych rękawiczkach do czasu uzyskania zaufania, zwykle w ciągu pierwszego tygodnia. Socjalizacja dorosłego kota jest wyzwaniem. Dzieje się tak dlatego, że dorosłe zdziczałe koty zwykle ufają tylko tym, którym ufały w okresie socjalizacji i dlatego mogą być bardzo lękliwe w stosunku do obcych.
Istnieje wiele problematycznych zachowań, które wpływają na relację człowiek-kot. Jednym z zachowań jest atak kotów na ludzi poprzez drapanie i gryzienie. Często dzieje się to samoistnie lub może być wywołane nagłymi ruchami.
Innym problematycznym zachowaniem jest „zespół głaskania i gryzienia”, który polega na tym, że kot jest głaskany, a następnie nagle atakuje i ucieka. Inne problemy to brudzenie domu, drapanie mebli i wnoszenie martwej ofiary do domu.
Odkryto u kotów 52 cechy osobowości, a w jednym badaniu znaleziono pięć wiarygodnych czynników osobowości: neurotyczność, ekstrawersja, dominacja, impulsywność i ugodowość.